# Apostolos Welios
Apostolos Welios (ur. 8 stycznia 1992 w Salonikach) – grecki piłkarz występujący na pozycji napastnika w angielskim klubie Nottingham Forest oraz w reprezentacji Grecji. Wychowanek Iraklísu, w swojej karierze grał także w takich zespołach jak Everton, Blackpool, Lierse oraz Vestsjælland.